# 赫尼達瓦
49°50′43″N 25°49′34″E / 49.84528°N 25.82611°E
赫尼達瓦（羅馬化：Hnydava）是烏克蘭的村落，位於該國西部捷爾諾波爾州，由捷尔诺波尔区負責管轄，始建於1628年，面積1.05平方公里，2001年人口414，人口密度每平方公里394.3人。